# Андрієвський Сергій Григорович
Сергій Григорович Андріє́вський (нар. 5 жовтня 1898, Куп'янськ — 9 жовтня 1978, Москва) — російський та український архітектор.

## Біографія
Народився 23 вересня (5 жовтня) 1898 року в місті Куп'янську (тепер Харківська область, Україна). 1927 року закінчив Московське вище технічне училище. Працював архітектором 6-ї проєктної майстерні Московської міської ради. Член Спілки архітекторів СРСР з 1934 року.
У 1935—1936 роках викладав у Московському архітектурно-будівельному інституті.
З 1943 року - старший науковий співробітник Академії архітектури СРСР.
У 1945—1956 роках працював в Академії архітектури УРСР. З 1948 року був керівником сектору Академії. Від 1956 жив і працював у Москві.
Помер в Москві 9 жовтня 1978 року.

## Роботи
Загалом за його проєктами споруджено 35 будівель і споруд. Він є автором 150 проєктів житлових, громадських та промислових споруд.
Основні архітектурні роботи в Україні:
- Дніпрогес імені Леніна (у співавторстві; 1927—1932);
- генеральний план селища № 6 у Запоріжжі (1932);
- селище Монтажник (Київ) у Києві (1949-1950)
- житловий будинок та суднобудівний технікум у Києві (1955—1956).

У Москві будував:
- Центральний стадіон (1934);
- житлові будинки (1957—1962).

У Нальчику — Будинок Рад (1937—1940).